# Jill Culton
Jillian Marie Culton (Jersey City,19 de março de 1973) é uma animadora, diretora de cinema, roteirista, designer de personagem e artista de storyboard estadunidense.

## Educação e carreira
Jill Culton estudou no programa de animação de personagens no California Institute of the Arts, onde mais tarde ensinou animação.
Ela também foi uma artista de storyboard para vários filmes da Pixar, como Toy Story (1995), Toy Story 2 (1999), Vida de Inseto (1998) e também coescreveu o tratamento original para Monstros S.A (2001), e se tornou a Chefe de Desenvolvimento.
Ela animou em Toy Story e atuou como diretora de animação na Turner Features para o filme Gatos Não Sabem Dançar (1997).
Junto com Anthony Stacchi, ela ajudou a desenvolver Curious George enquanto trabalhava na Industrial Light & Magic.
Em 2003, Culton ingressou na Sony Pictures Animation, que foi formada um ano antes para produzir filmes de animação digital. Durante seus anos na Sony, Culton, junto com a direção de O Bicho Vai Pegar (2006) e a produção executiva de O Bicho Vai Pegar 2, também desenvolveu o filme Hotel Transilvânia (2012).
Em 2010, Culton ingressou na DreamWorks Animation. Por algum tempo, ela escreveu e dirigiu um filme de animação sobre uma menina e um Yeti, provisoriamente intitulado Everest (depois intitulado Abominável) , mas em 2016, ela havia deixado o projeto. No entanto, ela voltou ao projeto para dirigir novamente.

## Filmografia
- The Princess and the Cobbler (1993) (animadora: Calvert/Cobbler Productions)
- Toy Story (1995) (artista de storyboard)
- Gatos Não Sabem Dançar (1997) (supervisora de animação: Apoiando Personagens Animais, artista de storyboard)
- Vida de Inseto (1998) (artista de storyboard adicional)
- Toy Story 2 (1999) (designer de personagens: novos personagens, artista de storyboard)
- Shrek (2001) (artista de storyboard)
- Monstros S.A (2001) (história, supervisora do desenvolvimento de história, desenvolvimento visual)
- O Bicho Vai Pegar (2006) (diretora, história)
- Midnight Bun Run de Boog e Elliot (2006) (diretora, escritor)
- Tá Dando Onda (2007) (agradecimento especial)
- O Bicho Vai Pegar 2 (2009) (produtora executiva)
- Shrek para Sempre (2010) (agradecimento especial, designer de personagens: novos personagens, artista de histórias)
- Abominável (2019) (diretora, escritora)